# Phacelia cumingii
Phacelia cumingii là loài thực vật có hoa trong họ Mồ hôi. Loài này được (Benth.) A. Gray miêu tả khoa học đầu tiên năm 1878.